# エリック・レイモンド
エリック・レイモンド（英語: Eric Steven Raymond、1957年12月4日 - ）は、アメリカ合衆国のプログラマ、作家。オープンソースのスポークスマン的な役割を果たしている。
名前の頭文字を並べた ESR の呼び名も知られている。

## 経歴
有名な著作にGNU/Linuxの開発の手法を分析した『伽藍とバザール』をはじめとする「オープンソース4部作」や、『ジャーゴンファイル』の新書籍版（邦訳書タイトル『ハッカーズ大辞典』）があり、同ファイルについては現在メンテナでもある。
彼自身もオープンソースソフトウェアfetchmail（旧名：popclient）の開発に携わった。
開発手法の名前であるバザール方式はレイモンドの作った単語である。
Netscapeのソースコード公開ならびにmozilla.org設立にも、大きな影響を与えたとされる。
コンピュータへの興味の他、SFとそのファンダムなどにも興味を持ち、政治的にはリバタリアニズムなどを主張する。たとえば銃規制は間違っているという公言などが知られ、近年はブログで政治的発言を繰り広げている。9.11同時多発テロ時にはブッシュ政権によるアフガン侵攻を支持する文章をブログに載せて物議を醸した。

## 著書
- Eric S. Raymond編 編『ハッカーズ大辞典』Guy L. Steele Jr.絵、福崎俊博訳、アスキー〈ASCII books〉、1995年7月。ISBN 4-7561-0374-X。 - 原著（The new Hacker's dictionary）第2版の翻訳。
  - Eric S. Raymond編 編『ハッカーズ大辞典』Guy L. Steele Jr.絵、福崎俊博訳（改訂新版）、アスキー〈ASCII books〉、2002年6月。ISBN 4-7561-4084-X。 - 原著（The new Hacker's dictionary）第3版の翻訳。
- エリック・スティーブン・レイモンド『伽藍とバザール　オープンソース・ソフトLinuxマニフェスト』山形浩生訳・解説、光芒社、1999年9月。ISBN 4-89542-168-6。
- デボラ・キャメロン、ビル・ローゼンブラッド、エリック・レイモンド共著『入門GNU Emacs』福崎俊博訳、オライリー・ジャパン、1999年10月。ISBN 4-900900-83-4。
- Eric S. Raymond『The art of UNIX programming』長尾高弘訳、アスキー、2007年7月。ISBN 978-4-7561-4948-0。